# Michelle McKeehan
Michelle Elisabeth McKeehan, née le 9 novembre 1989 à Beech Grove, est une nageuse américaine.

## Carrière
Michelle McKeehan remporte la médaille d'or sur 100 mètres brasse et sur le relais 4 x 100 mètres quatre nages aux Jeux panaméricains de 2007 à Rio de Janeiro. Elle est médaillée de bronze du 200 mètres brasse aux Jeux panaméricains de 2011 à Guadalajara.
Elle est la femme du nageur sud-africain Neil Versfeld.